# Naturschutzgebiet Schoppenwasser-Tal
Das Naturschutzgebiet Schoppenwasser-Tal ist ein 7,71 ha großes Naturschutzgebiet (NSG) südlich vom Dorf Hardenberg in der Stadt Meinerzhagen im Märkischen Kreis in Nordrhein-Westfalen. Das NSG wurde 2001 vom Kreistag des Märkischen Kreises mit dem Landschaftsplan Nr. 6 Meinerzhagen ausgewiesen. Nur durch Wege ist das NSG im Osten vom Naturschutzgebiet Wesmecke-Tal und im Westen vom Naturschutzgebiet Hemche-Tal/Geitsiepen getrennt.

## Gebietsbeschreibung
Bei dem NSG handelt es sich um das Wiesental der mäandrierenden Schoppenwasser mit der Flussaue. In der Aue liegt meist Grünland. Teilweise befinde sich Nass- und Feuchtgrünland im NSG. Das Grünland ist teilweise brach gefallen.

## Schutzzweck
Das Naturschutzgebiet wurde zur Erhaltung und Entwicklung des Wiesentals und als Lebensraum gefährdeter Tier und Pflanzenarten ausgewiesen. Wie bei anderen Naturschutzgebieten in Deutschland wurde in der Schutzausweisung darauf hingewiesen, dass das Gebiet „wegen der landschaftlichen Schönheit und Einzigartigkeit“ zum Naturschutzgebiet wurde.
Für das NSG gibt es das spezielle Verbot „das Grünland vor dem 15.06. zu mähen“.